# كوادو باه
كوادو باه (بالإنجليزية: Kwadwo Baah) هو لاعب كرة قدم بريطاني، ولد في 27 يناير 2003 في ألمانيا. لعب مع نادي روتشديل.